# Доминика на Летњим олимпијским играма 2008.
Доминика на Летњим олимпијским играма учествовала четврти пут. На Олимпијским играма 2008., у Пекингу, у Кини учествовали су са двојицом спортиста, који су се такмичили у атлетици.
Заставу Доминике на свечаном отварању носио је по други пут (први пут приликом првог учешћа Доминике на Олимпијским играма 1996.) бивши атлетичар Жером Ромен, који је на Светском превенству 1995. у Гетеборгу, у троскоку освојио треће место и једину атлетску медаљу на светским првенствима за Доминику.
И после ових олимпијских игара спортисти Доминике још нису освојили ниједну олимпијску медаљу.

### Атлетика
Атлетичар Крис Лојд је био пријављен и за трку на 400 м, али се због неповољног распореда квалификација (обе дисцилине су биле истог дана) определио за трку на 200 метара.

#### Мушкарци
| Атлетичар Лични рекорд | Дисциплина | Група    | Група     | Четвртфинале     | Четвртфинале     | Полуфинале       | Полуфинале       | Финале           | Финале           | Детаљи |
| Атлетичар Лични рекорд | Дисциплина | Резултат | Место     | Резултат         | Место            | Резултат         | Место            | Резултат         | Место            | Детаљи |
| ---------------------- | ---------- | -------- | --------- | ---------------- | ---------------- | ---------------- | ---------------- | ---------------- | ---------------- | ------ |
| Крис Лојд 20,31        | 200 м      | 20,90    | 5 у гр. 3 | Није се пласирао | Није се пласирао | Није се пласирао | Није се пласирао | Није се пласирао | Није се пласирао | [ 2 ]  |
| Erison Hurtaul 45,40   | 400 м      | 46,10    | 4 у гр. 4 | Није се пласирао | Није се пласирао | Није се пласирао | Није се пласирао | Није се пласирао | Није се пласирао | [ 3 ]  |